# フィリピン国鉄DMR1気動車
フィリピン国鉄DMR1気動車（フィリピンこくてつDMR1きどうしゃ）は、2009年に営業運転を開始した通勤形気動車。

## 概要
フィリピン国鉄初のステンレス鋼製、冷房車両として導入された。3両編成で運行され6本（18両）が導入された。
当初は2011年に本車両を増備する予定であったが、計画が中止されたために数のうえでは東日本旅客鉄道（JR東日本）より譲渡された203系電車（40両）が主力車両となった。

## 車体
軽量ステンレスを使用した車体であり、窓には投石対策用の金網を取り付けている。
これまでに数回塗装が変更されており、2019年に現在の塗装になっている。
2019年以降、他形式と並行してポリカーボネート製窓への交換が進められ、交換された車両は金網が撤去されている。

## 車内
座席はFRP製。ドアは小窓。